# 刘家弄历史文化街区
刘家弄历史文化街区位于江西省景德镇市珠山区老城区南部，沿刘家下弄，东起中山南路286号，西至沿江东路刘家码头（窑柴码头），是景德镇最长的一条里弄。南与太平桥（弄）、狮子下弄相通，北通吊脚楼。2015年，刘家弄历史文化街区公布为第一批江西省历史文化街区，保护范围西至沿江东路；东至中山南路；南北以刘家下弄为轴线两侧20—50米范围。占地面积约为1.23公顷。
刘家弄历来是瓷业生产中心之一，坯房、柴窑、槎窑遍布其中。20世纪五六十年代，调整成为红光瓷厂、光明瓷厂、红旗瓷厂的厂区。2006年建设浙江路马路延伸工程时，发现了处于吊脚楼刘家弄的民窑遗址，将公路延伸工程采取缩窄处理。2008年，景德镇陶瓷民窑遗址博物馆项目开工。

## 文物保护单位
| 名称                 | 编号               | 类型               | 所在                          | 时代               | 图片               |
| 江西省文物保护单位   | 江西省文物保护单位 | 江西省文物保护单位 | 江西省文物保护单位            | 江西省文物保护单位 | 江西省文物保护单位 |
| -------------------- | ------------------ | ------------------ | ----------------------------- | ------------------ | ------------------ |
| 刘家弄古作坊群       | 6-3-171            | 古建筑             | 刘家下弄61号、63号,太平桥14号 | 清、民国           |                    |
| 景德镇市文物保护单位 |                    |                    |                               |                    |                    |